# برنارد هپتون
فرانسیس برنارد هپتونستال (به انگلیسی: Francis Bernard Heptonstall)، معروف به برنارد هپتون (به انگلیسی: Bernard Hepton) (زادهٔ ۱۹ اکتبر ۱۹۲۵ – درگذشتهٔ ۲۷ ژوئیهٔ ۲۰۱۸)، کارگردان تئاتر و بازیگر تئاتر و سینما و تلویزیون اهل بریتانیا بود.

## گزیدهٔ فیلم‌شناسی

### سینما
- قرارداد هولوکرافت (۱۹۸۵)
- گاندی (۱۹۸۲)
- بری لیندون (۱۹۷۵)
- هنری هشتم و ۶ همسر او (۱۹۷۲)
- کارتر را بگیرید (۱۹۷۱)

### تلویزیون
- اما (۱۹۹۶)
- زن سیاه‌پوش (۱۹۸۹)
- برژراک (۱۹۸۵)
- کِسلر (۱۹۸۱)
- ارتش سری (۱۹۷۷)
- ماجراهای دن کیشوت (۱۹۷۳)
- بازداشتگاه کلدیتز (۱۹۷۲)
- آرزوهای بزرگ (۱۹۶۷)
- زندگی هنری پنجم (۱۹۵۷)